# Wortelformule
Met behulp van de wortelformule (ook bekend als abc-formule of "het kanon") kunnen de oplossingen van een kwadratische of vierkantsvergelijking worden gevonden. De oplossingen worden ook de wortels van de vergelijking genoemd. Het zijn de nulpunten van de betrokken tweedegraadsveelterm.

## Gebruik
Bij een gegeven vierkantsvergelijking:
{\displaystyle ax^{2}+bx+c=0;\quad a,b,c\in \mathbb {R} ;\quad a\neq 0}
met de discriminant
{\displaystyle D=b^{2}-4ac,}
zijn er drie gevallen te onderscheiden, namelijk:
1. {\displaystyle D>0}: de vergelijking heeft twee verschillende reële oplossingen
2. {\displaystyle D=0}: de vergelijking heeft één reële oplossing (anders gezegd: twee samenvallende)
3. {\displaystyle D<0}: de vergelijking heeft geen reële oplossing

De oplossingen worden gegeven door de wortelformule:
{\displaystyle x_{1,2}={\frac {-b\pm {\sqrt {b^{2}-4ac}}}{2a}}}
In geval 2 ({\displaystyle D=0}) vallen de oplossingen samen tot de enige oplossing
{\displaystyle x={\frac {-b}{2a}}}
In geval 3 is er geen reële wortel. Binnen de complexe getallen zijn er wel twee wortels die met de wortelformule bepaald kunnen worden.

## Afleiding van de wortelformule
Om de vergelijking op te lossen wordt een kwadraat afgesplitst. Dat gaat het gemakkelijkst als de term met {\displaystyle x^{2}} als een eenvoudig kwadraat geschreven wordt en de term met het "dubbele product", dus met {\displaystyle x}, ook inderdaad een factor 2 heeft, herschreven als;
{\displaystyle {\begin{array}{rcl}ax^{2}+bx+c&=&0\\ax^{2}+bx&=&-c\\x^{2}+{\dfrac {b}{a}}x&=&-{\dfrac {c}{a}}\\x^{2}+2{\dfrac {b}{2a}}x&=&-{\dfrac {c}{a}}\\x^{2}+2{\dfrac {b}{2a}}x+\left({\dfrac {b}{2a}}\right)^{2}&=&\left({\dfrac {b}{2a}}\right)^{2}-{\dfrac {c}{a}}\\\left(x+{\dfrac {b}{2a}}\right)^{2}&=&{\dfrac {b^{2}-4ac}{4a^{2}}}\\x+{\dfrac {b}{2a}}&=&\pm {\sqrt {\dfrac {b^{2}-4ac}{4a^{2}}}}\\x_{1,2}&=&-{\dfrac {b}{2a}}\pm {\dfrac {\sqrt {b^{2}-4ac}}{2a}}\\x_{1,2}&=&{\dfrac {-b\pm {\sqrt {b^{2}-4ac}}}{2a}}\end{array}}}

### Complexe oplossingen
Als de discriminant negatief is, zijn er geen reële oplossingen. Met complex getallen worden de twee uitkomsten, die er toch zijn, geschreven als
{\displaystyle x_{1,2}={\frac {-b\pm i{\sqrt {4ac-b^{2}}}}{2a}}}
Deze twee complexe oplossingen zijn elkaars complex geconjugeerde.

## Alternatieve vorm
Een alternatieve vorm van de oplossing is
{\displaystyle x_{1,2}={\frac {2c}{-b\pm {\sqrt {b^{2}-4ac}}}}.}
Deze alternatieve vorm geeft, in het geval dat {\displaystyle b^{2}} veel groter is dan {\displaystyle 4ac}, op een rekenmachine of computer betere numerieke benaderingen dan de gewone vorm.

## Aanverwante relaties
- Lineaire vergelijking
- Cubische vergelijking